# 木上バイパス

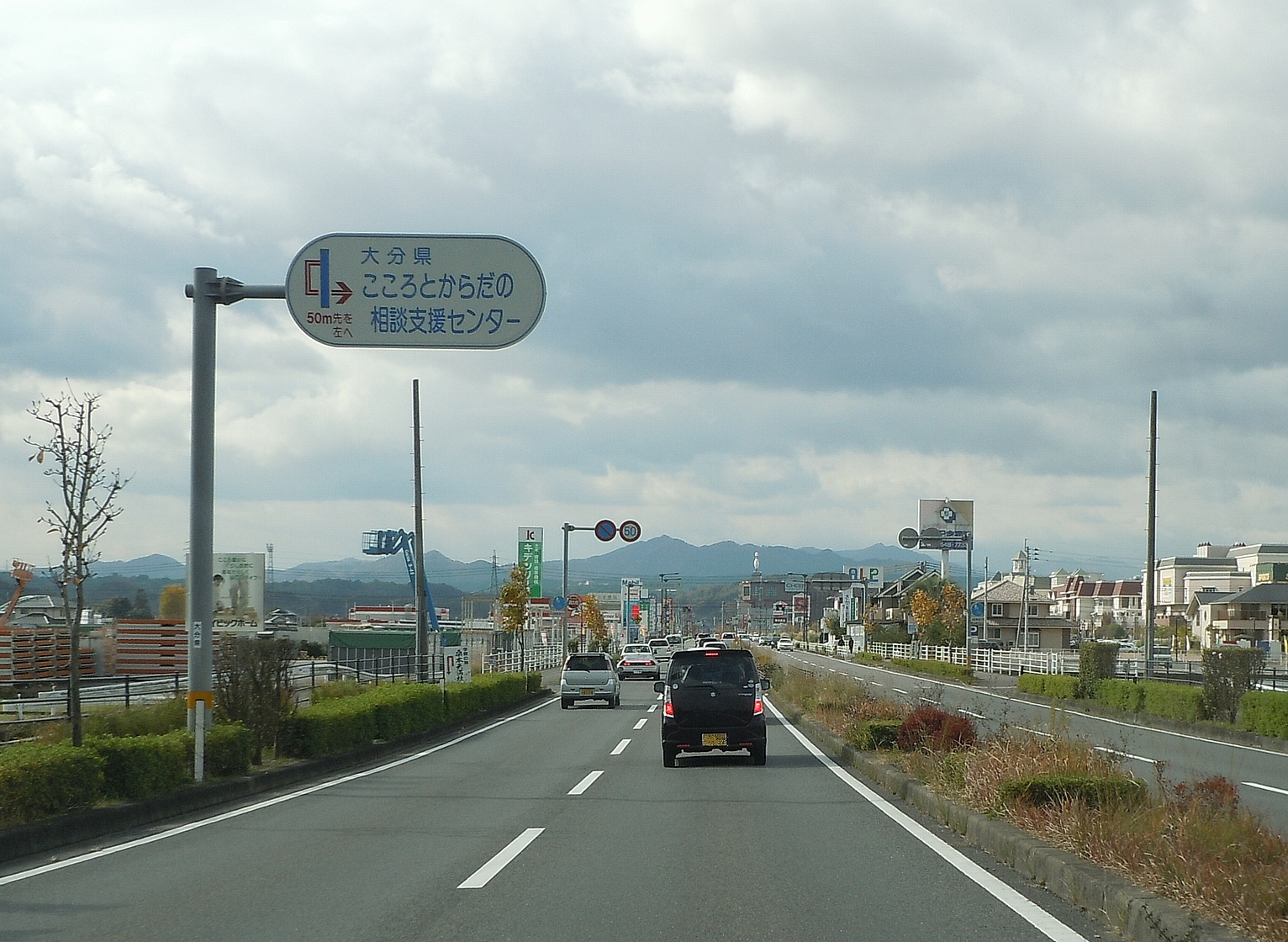
七瀬川付近から西方向。右奥にトキハわさだタウンが見える。

木上バイパス（きのうえバイパス）は、大分県大分市木上から同市宮崎に至る国道210号バイパスである。通称、ホワイトロード。

## 概要
大分市南西部に位置する稙田地区のベッドタウン化にともなって、深刻な渋滞が慢性的に発生する国道210号の混雑緩和のために整備されたバイパス道路である。また、終点近くの光吉で東九州自動車道大分光吉ICに接続し、国道210号沿線からの高速道路網へのアクセス道路の役割も果たしている。ホワイトロードという通称は、街路樹として白いモクレンやツツジが植栽されていることにちなむ。
本バイパスの沿線には、郊外型百貨店として日本国内有数の規模を有するトキハわさだ店を核店舗とするトキハわさだタウンや、郊外型商業施設が数多く立地している。
本バイパスの開通前、国道210号は、木上から、大分市役所稙田支所や大分雄城台高校の北側を通り、明磧橋で大分川を渡り、羽屋三差路に至っていたが、本バイパスは、南寄りのルートをとって、稙田支所や雄城台高校の南側を通り、大分川支流の七瀬川を渡り、大分川の府内大橋を渡る手前で国道10号に合流する。国道210号はそこからさらに北上し、大分県立病院前などを経て羽屋三差路に至る。本バイパスは開通後に国道210号の本道となり、従来の本道であった木上 - 明磧橋 - 羽屋三差路区間は国道442号に指定替えされている。
路線データ
- 起点：大分県大分市木上
- 終点：大分県大分市宮崎

## 主な接続道路
- 国道442号（大分市木上交差点）
- E10 東九州自動車道大分光吉IC
- 国道10号（大分市宮崎交差点）